# Modì (album)
Modì è il secondo album di Vinicio Capossela, del 1991. Segue l'album All'una e trentacinque circa del 1990 con cui Capossela aveva vinto il premio Tenco per la migliore opera prima.

## Il disco
È con questo secondo album, intitolato con un gioco di parole che richiama sia il termine francese "maudit" (ossia, maledetto), sia il nome del famoso pittore livornese Amedeo Modigliani, che Capossela inizia ad avere davvero successo, grazie a brani orecchiabili come La regina del Florida o ... e allora mambo!. Successo dovuto, forse, anche ad una migliore pubblicità, visto che è alla trasmissione televisiva di successo, Su la testa!, di Paolo Rossi, in onda nell'autunno '92 su Rai 3, che Capossela presenta ... e allora mambo!, uno dei brani che ha riscosso maggiore successo e che nel 1999 farà parte della colonna sonora e darà il titolo ad un film di Lucio Pellegrini.
Geograficamente è situato tra l'Emilia dell’adolescenza, l’America delle fantasie e uno struggente Sudamerica che è gioia di vivere e piccola malinconia: musicalmente è appeso alla umile grazia di certi timbri popolari (la chitarra, il bandoneon) e al fuoco, alla lava di un certo soul jazz di saxofoni e Hammond. Le diverse pieghe dello spirito condizionano la voce: che ogni tanto si apre limpidamente mentre altre volte ripiega su di sé, masticando parole al riparo di tutti.

## Tracce
1. Modì – 4:19
2. La regina del Florida – 4:01
3. Notte newyorkese – 3:03
4. 25 aprile – 3:39
5. Solo per me – 4:50
6. Ultimo amore – 6:48
7. ... E allora mambo – 3:38
8. Pasionaria – 4:00
9. Cadillac – 3:35
10. Notte di provincia – 2:25

## Formazione
- Vinicio Capossela - voce, pianoforte
- Lucio Caliendo - batteria, percussioni
- Andrea Braido - chitarra
- Mark Harris - organo Hammond
- Juan Carlos Biondini - chitarra
- Massimo Pitzianti - fisarmonica
- Carlos Buono - bandoneon
- Enrico Lazzarini - contrabbasso
- Ares Tavolazzi - contrabbasso
- Fulvio Puccinelli - violino
- Antonio De Lorenzi - violino
- Mauro Belluzzi - violino
- Massimo Barbierato - violino
- Roberto Caviglione - viola
- Giancarlo Morelli - viola
- Luciano Girardengo - violoncello
- Maurizio Magnini - violoncello
- Marco Tamburini - tromba
- Sandro Comini - trombone
- Mauro Negri - sassofono tenore